# سارة جيسيكا باركر
سارة جيسيكا باركر (بالإنجليزية: Sarah Jessica Parker)‏ (مواليد 25 مارس 1965) ممثلة أمريكية من نيلسونفيل بولاية أوهايو. حصلت على جائزة الإيمي 2004 لأفضل ممثلة في مسلسل تلفزيوني كوميدي عن دورها في مسلسل الجنس والمدينة، وعن نفس الدور حصلت باركر على جائزة الغولدن غلوب لأفضل ممثلة في مسلسل تلفزيوني كوميدي أو موسيقي أربع مرات أعوام 2000 و2001 و2002 و2004، وحصلت أيضاً على جائزة نقابة ممثلي الشاشة لأفضل ممثلة عام 2000 ولأفضل فريق عامي 2001 و2003 عن مسلسل الجنس والمدينة.

## وصلات خارجية
- Sarah Jessica Parker: Biography - The Biography Channel
- سارة جيسيكا باركر على موقع IMDb (الإنجليزية)
- سارة جيسيكا باركر على موقع ميتاكريتيك (الإنجليزية)
- سارة جيسيكا باركر على موقع الموسوعة البريطانية (الإنجليزية)
- سارة جيسيكا باركر على موقع روتن توميتوز (الإنجليزية)
- سارة جيسيكا باركر على موقع مونزينجر (الألمانية)
- سارة جيسيكا باركر على موقع قاعدة بيانات الأفلام العربية
- سارة جيسيكا باركر على موقع ألو سيني (الفرنسية)
- سارة جيسيكا باركر على موقع ميوزك برينز (الإنجليزية)
- سارة جيسيكا باركر على موقع تيرنر كلاسيك موفيز (الإنجليزية)
- سارة جيسيكا باركر على موقع أول موفي (الإنجليزية)
- سارة جيسيكا باركر في قاعدة بيانات أقل من برودواي على الإنترنت
- Sarah Jessica Parker Video produced by Makers: Women Who Make America
- Official Website: Sarah Jessica Parker Fragrances